# Liste der Kreisstraßen im Werra-Meißner-Kreis
Die Liste der Kreisstraßen im Werra-Meißner-Kreis ist eine Auflistung der Kreisstraßen im hessischen Werra-Meißner-Kreis.

## Abkürzungen
- K: Kreisstraße
- L: Landesstraße

## Liste
Die Kreisstraßen im Regierungsbezirk Kassel behalten die ihnen zugewiesene Nummer nicht bei einem Wechsel in einen anderen Landkreis oder in eine kreisfreie Stadt. Nicht vorhandene bzw. nicht nachgewiesene Kreisstraßen werden in Kursivdruck gekennzeichnet, ebenso Straßen und Straßenabschnitte, die unabhängig vom Grund (Herabstufung zu einer Gemeindestraße oder Höherstufung) keine Kreisstraßen mehr sind.
Der Straßenverlauf wird in der Regel von Nord nach Süd und von West nach Ost angegeben.
| Nr.  | Verlauf |
| ---- | --- |
| K 1  | – Albungen |
| K 2  | in Sontra – Weißenborn – in Krauthausen |
| K 3  | L 3403 in Jestädt – L 3424 in Grebendorf |
| K 4  | L 3249 in Berneburg – Kreisgrenze (K 50) |
| K 5  | (K 54 im Landkreis Hersfeld-Rotenburg) – Kreisgrenze – ohne Abzweig einer klassifizierten Straßenverbindung – Kreisgrenze – (K 54 im Landkreis Hersfeld-Rotenburg) |
| K 6  | (L 2110 in Thüringen) – Landesgrenze – Großburschla Bahnhof (liegt nicht in Großburschla) –                                                                        |
| K 7  | – Reichensachsen – L 3424 in Langenhain |
| K 8  | / – Hoheneiche |
| K 9  | (K 71 im Landkreis Hersfeld-Rotenburg) – Kreisgrenze – L 3248 |
| K 10 | Blankenbach – L 3248 |
| K 11 | (K 113 im Landkreis Eichsfeld, Thüringen) – Landesgrenze – in Schwebda                                                                                             |
| K 12 | in Frieda – L 3244 in Aue |
| K 13 | (K 115 im Landkreis Eichsfeld, Thüringen) – Landesgrenze – / in Wanfried                                                                                           |
| K 14 | – Altenburschla |
| K 17 | L 3247 – Lüderbach – |
| K 18 | L 3247 – Archfeld – Willershausen – Landesgrenze |
| K 20 | L 3423 – Markershausen – L 3423 in Nesselröden |
| K 22 | K 23 – Renda – L 3247/L 3423 |
| K 23 | – Breitau – K 84 – Grandenborn – K 24 – K 22 – in Netra |
| K 24 | in Röhrda – K 23 |
| K 25 | in Wichmannshausen Nord – Wichmannshausen |
| K 26 | Mitterode – |
| K 27 | L 3249 in Eltmannsee – Kreisgrenze – (K 51 im Landkreis Hersfeld-Rotenburg)                                                                                        |
| K 28 | L 3459 in Stadthosbach – (– Abzweig nach Sontra Bahnhof) – Sontra – K 83 –                                                                                         |
| K 29 | L 3226 – Rechtebach – L 3459 in Thurnhosbach |
| K 30 | Stolzhausen – L 3226 in Gehau |
| K 33 | L 3334 in Harmuthsachsen – L 3226 in Waldkappel |
| K 34 | L 3243 – K 35 – K 36 – K 37 – Eltmannshausen – L 3403 in Oberhone                                                                                                  |
| K 35 | K 34 – Alberode |
| K 36 | L 3241/L 3335 in Abterode – K 34 |
| K 37 | L 3241 – Weidenhausen – K 34 |
| K 38 | L 3242 – Wellingerode – L 3241 |
| K 39 | Hasselbach – |
| K 40 | L 3242 in Frankershausen – Wolfterode – K 41 – L 3241 in Abterode                                                                                                  |
| K 41 | L 3241 in Vockerode – K 40 |
| K 42 | L 3299 in Rommerode – K 43 – Laudenbach – K 51 – L 3239 in Weißenbach                                                                                              |
| K 43 | K 42 – L 3238 in Velmeden |
| K 44 | L 3301 – L 3242 in Frankenhain |
| K 45 | L 3225 – Epterode |
| K 46 | L 3422 – K 47 – Hitzerode – L 3442 |
| K 47 | L 3422 – K 46 in Hitzerode |
| K 48 | (L 2030 in Thüringen) – Landesgrenze – L 3424 |
| K 49 | L 3300 – L 3244 in Völkershausen |
| K 51 | K 42 in Weißenbach – L 3242 |
| K 53 | L 3302 – Ziegenhagen |
| K 55 | L 3238/L 3302 – Blickershausen – L 3238 |
| K 57 | K 87 in Walburg – L 3147 in Hopfelde |
| K 58 | – Kleinvach |
| K 59 | L 3239 in Bad Sooden-Allendorf – Landesgrenze |
| K 60 | – Ellershausen – Ahrenberg |
| K 62 | L 3240 in Oberrieden – |
| K 63 | L 3464 in Wendershausen – L 3240 in Hilgershausen |
| K 65 | L 3237 – Ellingerode – L 3389 |
| K 66 | – Unterrieden |
| K 67 | L 3469 – Landesgrenze – (K 121 im Landkreis Eichsfeld, Thüringen)                                                                                                  |
| K 68 | Eichenberg – Eichenberg Bahnhof |
| K 69 | Neuenrode – Berge – |
| K 70 | L 3238 in Gertenbach – Albshausen |
| K 73 | (K 29 im Landkreis Göttingen, Niedersachsen) – Landesgrenze – Abschnitt ohne eine Straßenverbindung – Landesgrenze – (K 29 im Landkreis Göttingen, Niedersachsen)  |
| K 74 | / – Landesgrenze – (K 24 im Landkreis Göttingen, Niedersachsen) |
| K 75 | – Unhausen |
| K 76 | – Breitzbach |
| K 82 | L 3248 – Wölfterode |
| K 83 | K 28 – Lindenau |
| K 84 | K 23 in Breitau – Breitau Süd |
| K 85 | (K 25 im Landkreis Göttingen, Niedersachsen) – Landesgrenze – |
| K 87 | L 3299 in Walburg – K 57 – L 3238 |